# Macrosphenus
Macrosphenus (Cassin, 1859) è un genere di uccelli passeriformi africani appartenenti alla famiglia Macrosphenidae.

## Descrizione
Sono passeracei lunghi 11–14.5 cm, con piumaggio poco appariscente, dal bruno al rossiccio, con sfumature verdastre, giallastre e grigiastre. Hanno un becco abbastanza lungo, da cui deriva il nome comune, e code abbastanza corte (con l'eccezione di M. kretschmeri).

## Tassonomia
Comprende le seguenti specie:
- Macrosphenus flavicans Cassin, 1859 - beccolungo giallastro
- Macrosphenus kempi (Sharpe, 1905) - beccolungo di Kemp
- Macrosphenus concolor (Hartlaub, 1857) – beccolungo grigio
- Macrosphenus pulitzeri Boulton, 1931 – beccolungo di Pulitzer
- Macrosphenus kretschmeri (Reichenow & Neumann, 1895) – beccolungo di Kretschmer